# David Blackwell
David Blackwell (Centralia, 24 aprile 1919 – Berkeley, 8 luglio 2010) è stato uno statistico statunitense.
Portano il suo nome il teorema di Rao-Blackwell (dimostrato da Blackwell nel 1947, successivamente ma indipendentemente da Rao) e il teorema di Blackwell-Renewal.
I suoi contributi scientifici riguardano la teoria dei giochi, la teoria della misura, la probabilità e la statistica.
È stato il settimo afro-americano a conseguire il Ph.D. in matematica, nonché l'unico a diventare p.es. presidente della Società Statistica Statunitense.
Nel 1979 ottenne il John von Neumann Theory Prize per la ricerca operativa.

## Pubblicazioni
- On an equation of Wald in Ann. Math. Statistics, 1946
- Bayes and minimax solutions of sequential decision problems in Econometrica, 1949 (coautori: K.J.Arrow e M.A.Girshick )
- Infinite games and analytic sets in Proc. Nat. Acad. Sci. U.S.A., 1967
- Ulam's redistribution of energy problem: collision transformations in Lett. Math. Phys., 1985, coautore: Richard Daniel Mauldin
- A non-measurable tail set. Statistics, probability and game theory in IMS Lecture Notes dell'Inst. Math. Statist.,  1996, coautore Persi Diaconis